# Drogaggio

Drogaggio del silicio. Semiconduttore intrinseco diventa estrinseco con l'aggiunzione delle impurita come boro e antimonio.

Con il termine drogaggio, nell'ambito dei semiconduttori, si intende l'aggiunta al semiconduttore puro ("intrinseco") di piccole percentuali di atomi non facenti parte del semiconduttore stesso allo scopo di modificare le proprietà elettroniche del materiale. Il drogaggio in genere aumenta la conducibilità elettrica del semiconduttore. Un drogaggio pesante può fargli assumere proprietà elettriche simili a quelle di un metallo (in tal caso verrà chiamato "semiconduttore degenere").

## Tipologia
Il drogaggio può essere di tipo:
- n: l'atomo drogante ha un elettrone in più di quelli che servono per soddisfare i legami del reticolo cristallino e tale elettrone acquista libertà di movimento all'interno del semiconduttore ed i materiali che vengono usati per il drogaggio sono arsenico e fosforo.
- p: l'atomo drogante ha un elettrone in meno e tale mancanza di elettrone, indicata con il nome di lacuna, si comporta come una particella carica positivamente e si può spostare all'interno del semiconduttore.

## Descrizione
Le quantità di elementi droganti utilizzate per effettuare il drogaggio sono, in termini percentuali, bassissime: si parla per l'appunto di impurità elettroniche in quanto tali impurità sono in grado di modificare le proprietà elettroniche ma non le proprietà chimiche del semiconduttore. L'entità del drogaggio si misura in atomi/cm³. 
Riferendosi al silicio, il semiconduttore più utilizzato, che è composto da atomi tetravalenti, il drogaggio di tipo n avviene mediante l'utilizzo di elementi del 5º gruppo (tradizionale) della tavola degli elementi, tra i più utilizzati nel campo dei semiconduttori vi sono: il fosforo, l'arsenico e l'antimonio. Mentre per il drogaggio di tipo p gli elementi utilizzati appartengono invece al 3º gruppo della tavola degli elementi, in questo caso i più utilizzati sono: il boro e l'alluminio. I drogaggi più bassi che si usano, al limite del silicio intrinseco, sono dell'ordine di 1013 atomi/cm³, i più elevati, al limite del silicio degenere, sono dell'ordine di 1020 atomi/cm³. Queste concentrazioni sono da confrontare con il numero di atomi di silicio in un centimetro cubo di materiale, che è circa 5×1022.
Si può ottenere un semiconduttore drogato "in bulk" aggiungendo le opportune impurezze durante la sua preparazione (nel materiale fuso, nel caso del silicio). Per drogarne invece un sottile strato superficiale (per ottenere p.es. giunzioni), le tecniche di drogaggio comunemente utilizzate sono la diffusione termica e l'impiantazione ionica.